# Parque Almirante Sousa Melo
O Parque Almirante Sousa Melo, no bairro do Zumbi, está localizado na Ilha do Governador, região da Zona Norte do Rio de Janeiro. Foi construído em uma área de aterro sobre a Baía de Guanabara, fazendo desaparecer a pequena enseada onde existia a Praia do Zumbi.
Como continuidade do mesmo aterro, fica a sede do Jequiá Iate Clube e um trecho com areia onde é a atual Praia do Zumbi. Do local ainda parte uma balsa para a Ilha de Paquetá, única forma de acesso de veículos àquela ilha.
O parque homenageia ao almirante português Miguel de Sousa Melo e Alvim (1784-1855).
O parque conta com uma quadra, academia da terceira idade e brinquedos em um parquinho infantil, mas é constantemente alvo de vandalismo e má conservação.